# シクロバルビタール
シクロバルビタール（Cyclobarbital）は、バルビツール酸誘導体である睡眠薬である。服用後約30分で効果が現れるが、持続時間は短い。
日本ではカルシウム塩が「アドルム」の商品名で1946（昭和21）年に塩野義製薬より発売された:37。1948年に「平和の眠り」というキャッチフレーズで新聞広告まで打たれたが、実際にはこれを大量に用いた（いわゆるオーバードーズ）自殺者が多発し、1973（昭和48）年に販売中止となった。
ロシアでは不眠症の治療薬としてジアゼパムとの合剤（シクロバルビタール100mg＋ジアゼパム10mg）として販売されていたが、2019年に販売中止となった。

## 参考資料
1. ↑  “KEGG DRUG: シクロバルビタール”. www.genome.jp. 2021年9月12日閲覧。
2. ↑  “Pharmacokinetics and relative bioavailability of cyclobarbital calcium in man after oral administration”. European Journal of Clinical Pharmacology 09 (5–6):  443–50. (March 1976). doi:10.1007/bf00606563. PMID 989475.
3. ↑  日本国語大辞典, 百科事典マイペディア,精選版. “アドルムとは”. コトバンク. 2021年9月12日閲覧。
4. ↑  瀧澤透、反町吉秀 (2019). “日本における1950-60年代の催眠剤による自殺とアクセス制限の関連（第２報）自殺手段として用いられたブロムワレリル尿素系催眠剤について”. 日本セーフティプロモーション学会誌 12 (1):  35-40.
5. 1 2  “今日は何の日(日別) - 今日は何の日　3月17日 - ビジネスマガジン｜WizBiz(ウィズビズ)”. wizbiz.jp. 2021年9月12日閲覧。
6. 1 2  “アドルム禍”. クール・スーサン（音楽　芸術　医学　人生　歴史） (2015年10月20日). 2021年9月12日閲覧。